# Emilio Achacoso
Emilio Achacoso (Manila, 17 maggio 1932) è un ex cestista filippino.

## Carriera
Con le Filippine ha disputato i Campionati del mondo del 1959 e i Giochi olimpici di Roma 1960.